# Флаг Юрюзани
Флаг муниципального образования Юрюза́нское городское поселение Катав-Ивановского муниципального района Челябинской области Российской Федерации — опознавательно-правовой знак, служащий официальным символом муниципального образования.
Флаг утверждён 26 декабря 2007 года и внесён в Государственный геральдический регистр Российской Федерации с присвоением регистрационного номера 3957.

## Описание
«Прямоугольное двухстороннее полотнище с отношением ширины к длине 2:3, разделённое по горизонтали зубчато на две части: большую синюю в 2/3 ширины и меньшую красную, воспроизводящее в центре жёлтую фигуру подковы из гербовой композиции».
В описании флага отсутствует упоминание зубчато-изломанной белой полосы изображённой на флаге.
Также в тексте решения приводится, вероятно ошибочно, следующее: «Административно-территориальная принадлежность Юрюзанского городского поселения к Челябинской области, согласно Закону Челябинской области от 27 декабря 2001 года № 64-ОЗ „О гербе Челябинской области“, может быть обозначена путём включения во флаг Юрюзанского городского поселения вольной части — четырёхугольника, примыкающего изнутри к верхнему краю щита червлёного (красного) цвета с воспроизведёнными в нём фигурами из малого герба Челябинской области».

## Обоснование символики
Флаг отражает географические, природные, экономические особенности.
Юрюзань — один из старейших городов горнозаводского края, основан в 1758 году как посёлок в связи со строительством железоделательного завода (ныне преобразован в несколько предприятий с различными производствами). Назван по реке Юрюзань, что в переводе с башкирского звучит как «быстрая».
История города Юрюзань, внёсшего свой вклад в развитие на Южном Урале и всей России горнодобывающей, металлургической, металлообрабатывающей отраслей промышленности, аллегорически показана на флаге красным цветом.
Красный цвет символизирует мужество, самоотверженность, труд, жизнеутверждающую силу, красоту.
Зубчато изломанная оконечность с серебряными зубцами имеет многозначную символику:
— река Юрюзань берёт начало в Уральских горах недалеко от истока реки Белая, пересекает Катав-Ивановский район, остальной путь прокладывает снова по Республике Башкортостан и впадает в реку Белая, которая в свою очередь впадает в Волгу;
— начинаясь высоко в горах, река Юрюзань имеет самый большой перепад высот;
— на протяжении почти 50 км река прорывается через многочисленные скалы — западные отроги Уральских гор, а в нижнем течении прорезает Уфимское нагорье;
— аллегорически показывает пять горных хребтов окружающих город — Нургуш, Зигальга, Каменные горы, Юкала, Шуйда.
Белые зубцы аллегорически показывают вершины гор, где даже жарким летом можно найти снег,
Белый цвет (серебро) символизирует веру, чистоту, благородство, мир и совершенство.
Подкова — символ удачи и счастья.
Жёлтый цвет (золото) — символ высшей ценности, богатства, величия, постоянства, прочности, силы, великодушия, интеллекта и солнечного света.
Синий цвет (лазурь) ассоциируется с водой, чистым небом и означает великодушие, честность, верность и безупречность.

## Авторы флага
В разработке флага Юрюзанского городского поселения принимали участие: Александр Чернецов, Герман Шубин, Евгений Мохначёв (идея, проект флага); Галина Александровна Туник (геральдическая доработка, дизайн, обоснование символики).